# ركن الدين فيروز شاه بن التتمش
الابن الأكبر للسلطان شمس الدين التتمش تولى حكم دلهي بعد وفاة أبيه عام 1229م/626 هـ. بدأ حكمه بقتل أخيه عز الدين ليقضى على أيه منافسة على العرش ثم حاول قتل أخته رضية التي نجت ثم ذهبت إلى المسجد الكبير بدلهي مرتدية ملابس ملونة متبعة أسس العدل الذي أرساه أبوها وقالت أن السلطان ركن الدين قد قتل أخيه عز الدين وحاول قتلها أيضاً وذكرت الناس بمأثر أبيها العظيم ودعت إلى إحلال العدل فتحرك الناس فقبضوا على السلطان ثم حاكموه وأعدموه ونصبوا أخته رضية سلطانة.